# Can Pedrerol de Dalt
Can Pedrerol de Dalt és un edifici de Castellbisbal (Vallès Occidental) protegit com a Bé Cultural d'Interès Local.

## Descripció
Es tracta d'una casa pairal aïllada de planta rectangular amb planta baixa i tres pisos. La façana, plenament barroca, presenta una ordenació simètrica dels elements de la façana i un coronament mixtilini amb peces de terracota. El motllurat delimita la façana, tot accentuant el cos central més alt. La portada d'accés està formada per un arc de mig punt i està remarcada per un petit balcó al pis superior. A la banda dreta de l'immoble hi ha una àmplia galeria porxada, i a l'esquerra una capella dedicada a Santa Rita, que dona nom al polígon industrial que ara ocupa les terres del mas.